# 今、風の中で
『今、風の中で』（いま、かぜのなかで）は、日本の歌手平原綾香の13枚目のシングル。2007年11月28日発売。

## 概要
- 前作から1年ぶりとなるシングル。

## 収録曲
1. 今、風の中で（4:34）
  - 作詞：平原綾香／作曲：久石譲／編曲：島健
  - 東宝配給映画『マリと子犬の物語』主題歌
2. To be free（5:22）
  - 作詞：松井五郎／作曲：藤井宏一／編曲：島健
  - TBS系『日米対抗フィギュア2007』テーマソング
3. シャボン玉（3:01）
  - 作詞：野口雨情／作曲：中山晋平／編曲：宮川彬良
4. 今、風の中で～Vocal-less Track～（4:34）

## 楽曲の収録アルバム
- サウンドトラック『マリと子犬の物語 オリジナル・サウンドトラック』（2007年12月5日）
- オリジナル『Path of Independence』（2008年12月3日）
- ベスト『Jupiter〜平原綾香ベスト〜』（2008年2月13日）